# Verpstas
AB Verpstas (nach verpstė, dt. 'Spinnrocken') ist ein Textilunternehmen in der litauischen Stadt Šiauliai.  1982 beschäftigte es 2.100 Mitarbeiter.

## Geschichte
1928 wurde das Unternehmen als Strickwerkstatt „Elegant“ gegründet. Das Unternehmen wurde 1940 verstaatlicht, es beschäftigte zuletzt 35 Mitarbeiter.  Im Zweiten Weltkrieg wurden die Gebäude beschädigt. 1944 wurde das Unternehmen neu gegründet und 1945 reorganisiert.  In Sowjetlitauen wurde es in Trikotažo fabrikas „Verpstas“ umbenannt. 1958 gewann das Unternehmen für seine Produktion eine Bronzemedaille bei der Weltausstellung in Brüssel. 1982 produzierte man 2,5 Mio. Obertrikotagen, (1,3 Mio. für Erwachsene und 1,2 für Kinder),  4,2 Mio. Socken- und Halbsockenpaare im Wert von 39,5 Mio. Rubel. Im Februar 1987 wurde die Ingenieurin Aldona Miksene von den Beschäftigten zur Direktorin gewählt. Vom 15. November 1990 bis zum 19. August 1992 hieß der Staatsbetrieb Valstybinis trikotažo fabrikas „Verpstas“.
Am 19. August 1992 wurde das Unternehmen zur Aktiengesellschaft  „AB Verpstas“. Von 1992 bis 1995 wurde die Leitung von der Direktorin Reimunda Ščeponavičienė übernommen. Am 21. Mai 1996 wurde eine Gewerkschaft (Akcinės bendrovės „Verpstas“ profesinė sąjunga) gegründet. 1996 hatte das Unternehmen 1.591 Mitarbeiter. Bis 2002/2003 war die Beschäftigtenzahl auf 530 gesunken. 2005 gründete man das Immobilienunternehmen UAB „Verpsto NT“. 2006 betrug der Umsatz 2 Mio. Euro, 2007 1,3 Mio. Euro. Die Hauptkunden waren skandinavische Unternehmen wie „First Factory“, „M.P. Strik“, „Martello“, „Clipper“ (Dänemark), „Dale of Norway“ (Norwegen). 2014 beschäftigte das Unternehmen 100 Mitarbeiter. 2014 schuldete das Unternehmen dem Staatssozialversicherungsfondsvorstand am Sozialschutz- und Arbeitsministerium Litauens 16 336 Euro Sozialversicherungsabgaben.